# Louie (série télévisée)
Pour les articles homonymes, voir Louie.
Louie est une série télévisée américaine en 61 épisodes d'environ 23 minutes créée, écrite, réalisée, produite et montée par Louis C.K. et diffusée entre le 29 juin 2010 et le 28 mai 2015 sur FX et en simultané sur FX Canada. Le comédien interprète également le rôle principal, dans une version fictive de lui-même. La série a un format atypique à la télévision américaine car elle consiste en une succession d'histoires souvent indépendantes mais se rapprochant d'un thème central par épisode, ponctuées par des numéros de stand-up en public dans l'un des comedy clubs de New York.
La série est diffusée en Belgique sur RTL-TVI et en France depuis le 14 octobre 2013 sur OCS City, mais reste inédite dans les autres pays francophones.
Louie a reçu un accueil particulièrement positif, et C.K. a notamment reçu un Peabody Award, ainsi que de nombreuses récompenses aux Emmy Awards.

## Synopsis

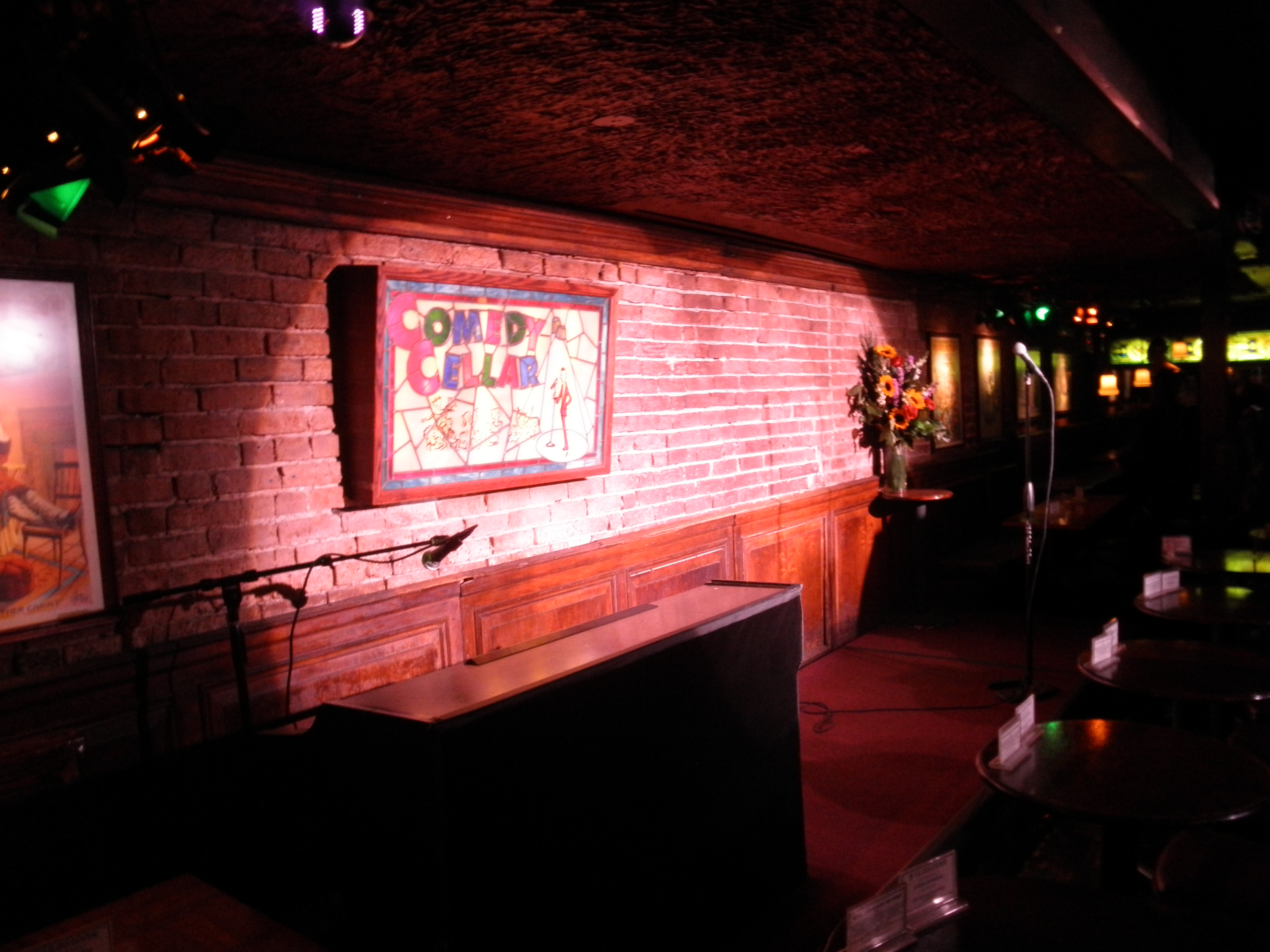
La scène du, l'un des comedy clubs récurrents de la série.

Cette série met en scène la vie de Louie (l'alter-ego de son créateur, Louis C.K.), un comique new yorkais fraîchement divorcé, père de deux fillettes. Elle est vaguement basée sur la vie de C.K., sur le régime de l'autofiction.
Une originalité de Louie réside dans le fait que les séquences illustrant la vie de Louie sont ponctuées d'extraits de ses spectacles de stand-up, à la manière de la sitcom Seinfeld. Il aborde des sujets dramatiques sous un angle comique, comme le divorce et le couple, le sexe et l'orientation sexuelle, Dieu, etc. Chaque épisode aborde une ou deux petites histoires qui peuvent être liées ou non par un thème central, ou un arc narratif plus long (sur plusieurs épisodes). Plusieurs personnages sont récurrents sur plusieurs épisodes à la suite, d'autres reviennent ponctuellement tout au long de la série (comme celui de Pamela Adlon).
Le genre de la sitcom est essentiellement celui de la série, mais elle diffère des autres sitcoms par son traitement, Louie se retrouvant souvent dans des situations gênantes, embarrassantes, parfois fantaisistes ou oniriques, qui permettent une grande variété de tonalités entre les épisodes mais aussi au sein d'un même épisode.

## Distribution

### Acteurs principaux
- Louis C.K. (VF : Xavier Fagnon) : Louie
- Hadley Delany (en) (VF : Sophie Froissard) : Lilly
- Ursula Parker (en) (VF : Léopoldine Serre) : Jane

### Acteurs récurrents
- Susan Kelechi Watson (VF : Karine Texier) : Janet
- Nick DiPaolo (en) (VF : Michel Mella) : Nick
- Pamela Adlon (VF : Marie Vincent) : Pamela
- Todd Barry (en) (VF : Fabien Jacquelin) : Todd
- Jim Norton (VF : Jérôme Pauwels) : Jim
- William Stephenson (VF : Loïc Houdré) : l'animateur et conducteur d'autobus
- Robert Kelly (en) (VF : Boris Rehlinger) : Bobby
- Parker Posey (VF : Laurence Dourlens) : Liz

### Invités
- Ricky Gervais (VF : Denis Boileau) : Dr Ben (saison 1)
- Lisa Emery (VF : Caroline Jacquin) : Karleen (saison 1)
- Rick Crom (VF : Michel Dodane) : Rick (saisons 1, 3 et 4)
- Bobby Cannavale : Chris (saison 1)
- Godfrey (VF : Jean-Baptiste Anoumon) : lui-même (saisons 1 et 2)
- Chelsea Peretti (VF : Laurence Dourlens) : le rencard de Louie (saison 1, épisode 1)
- Ashlie Atkinson (VF : Béatrice de la Boulaye) : l'institutrice (saison 1, épisode 1)
- Eddie Brill (VF : Denis Boileau) : Eddie (saison 1, épisode 2)
- Matthew Broderick : lui-même (saison 1, épisode 6)
- Stephen Root : Dr Hepa (saison 1, épisode 10)
- Doug Stanhope : Eddie (saison 2)
- Joan Rivers : elle-même (saison 2)
- Bob Saget : lui-même (saison 2)
- Dane Cook : lui-même (saison 2)
- Keni Thomas : lui-même (saison 2)
- Patrick O'Neill (VF : Jerome Wiggins) : Louie jeune (saison 2, épisode 9)
- Chris Rock (VF : Jean-Baptiste Anoumon) : lui-même (saisons 2 et 3)
- F. Murray Abraham (VF : Féodor Atkine) : Jonathan / oncle Excelsior / le père de Louie adolescent (saisons 2 et 3 ; saison 4 épisode 12)
- Yul Vazquez (VF : Loïc Houdré) : Pedro, le voisin (saisons 2 et 3)
- Larisa Polonsky (VF : Laura Zichy) : Debbie (saison 3, épisode 2)
- Robin Williams : Robin (saison 3, épisode 6)
- J. B. Smoove : le fossoyeur no 2 (saison 3, épisode 6)
- Paul Rudd : lui-même (saison 3, épisode 12)
- Amy Poehler : Debbie (saison 3, épisode 13)
- Jay Leno (VF : Patrick Préjean) : lui-même (saison 3, épisodes Late Night)
- David Lynch : Jack Dall (saison 3, épisodes Late Night)
- Garry Marshall : Lars Tardigan (saison 3, épisodes Late Night)
- Maria Bamford (en) : Maria (saison 3)
- Melissa Leo : Laurie Brent (saison 3)
- Marc Maron : lui-même (saison 3)
- Susan Sarandon : elle-même (saison 3)
- Chloë Sevigny : Jeanie (saison 3)
- Charles Grodin (VF : Alain Choquet) : Dr Bigelow (saison 4, épisode 2)
- Victor Garber : l'avocat de Louie (saison 4, épisode 2)
- Yvonne Strahovski : Blake (saison 4, épisode 2)
- Sarah Baker : Vanessa (saison 4, épisode 3)
- Ellen Burstyn (VF : Marie-Martine) : Evanka (saison 4, épisode Elevator)
- Eszter Balint (VF : Piroska Simonyi) : Amia (saison 4, épisode Elevator)
- Jeremy Renner : le dealer (saison 4, épisodes 11 et 12)
- Ted Alexandro
- Amir Blumenfeld
- Hannibal Buress
- Vernon Chatman
- Todd Glass
- Megan Hilty
- David Patrick Kelly
- Artie Lange
- Tom Noonan
- Opie and Anthony (en)
- Amy Schumer
- Jerry Seinfeld (VF : Jean-Claude Montalban) : lui-même
- Sarah Silverman (VF : Béatrice de La Boulaye) : elle-même
- Steven Wright

- Version française :
  - Société de doublage : Mediadub International[3]
  - Direction artistique : Nathalie Raimbault[4]
  - Adaptation des dialogues : Sophie Désir[4] et Laurence Fattelay[4]

 Source et légende : version française (VF) sur RS Doublage et selon le carton du doublage français télévisuel.

## Fiche technique
- Titre : Louie
- Création : Louis C.K.
- Réalisation : Louis C.K.
- Scénario : Louis C.K.
- Photographie : Paul Koestner
- Montage : Louis C.K., Susan E. Morse (8 épisodes)
- Production :
  - Producteurs délégués : Louis C.K., Dave Becky, M. Blair Breard
  - Producteurs : Pamela Adlon, Tony Hernandez
- Pays d'origine: États-Unis
- Langue originale : anglais
- Chaîne d'origine : FX
- Dates de diffusion :
  -  États-Unis : depuis le 29 juin 2010
  -  France : depuis le 14 octobre 2013

## Épisodes

### Première saison (2010)
La saison a été diffusée du 29 juin au 7 septembre 2010.
1. Pilot (Pilot)
2. Louie et le Divorce (Poker Divorce)
3. Louie et le Docteur Mitchell (Dr Ben/Nick)
4. Louie et le Divorce (So Old/Playdate)
5. Louie et l'Avion (Travel Day/South)
6. Louie et le Parrain (Heckler/Cop Movie)
7. Louie et sa maman (Double Date/Mom)
8. Louie et la Déprime (Dogpound)
9. Louie et la Bagarre (Bully)
10. Louie et le Dentiste (Dentist/Tarese)
11. Louie et Dieu (God)
12. Louie et la Gym (Gym)
13. Louie et la Teuf (Night Out)

### Deuxième saison (2011)
La saison a été diffusée du 23 juin au 8 septembre 2011.
1. Louie et la Grossesse (Pregnant)
2. Louie et les Myrtilles (Bummer/Blueberries)
3. Louie et le Déménagement (Moving)
4. Louie et Joan (Joan)
5. Louie et tante Ellen (Country Drive)
6. Louie et Pamela (Subway/Pamela)
7. Louie et la Sitcom (Oh Louie/Tickets)
8. Louie et la Pureté (Come On, God)
9. Louie et Eddie (Eddie)
10. Louie et Halloween (Halloween/Ellie)
11. Louie et l'Afghanistan (Duckling) 41 minutes
12. Louie et sa nièce (Niece)
13. Louie et le New Jersey (New Jersey/Airport)

### Troisième saison (2012)
Le 8 août 2011, FX a renouvelé la série pour une troisième saison de 13 épisodes. Elle a été diffusée du 28 juin au 27 septembre 2013.
1. Louie et la moto (Something Is Wrong)
2. Louie et l'ami de son ami (Telling Jokes/Set Up)
3. Louie et Ramon (Miami)
4. Louie et sa nouvelle amie : Partie 1 (Daddy's Girlfriend: Part 1)
5. Louie et sa nouvelle amie : Partie 2 (Daddy's Girlfriend: Part 2)
6. Louie et les emmerdeurs (Barney/Never)
7. Louie et le passé (Ikea/Piano Lesson)
8. Louie et son père (Dad)
9. Louie et Lilly (Looking for Liz/Lilly Changes)
10. Louie et le Late Show : Partie 1 (Late Show: Part 1)
11. Louie et le Late Show : Partie 2 (Late Show: Part 2)
12. Louie et le Late Show : Partie 3 (Late Show: Part 3)
13. Louie et le Nouvel An (New Year's Eve)

### Quatrième saison (2014)
Le 28 juillet 2012, FX a renouvelé la série pour une quatrième saison de treize épisodes, diffusée à partir du 5 mai 2014 sur FX.
1. titre français inconnu (Back)
2. titre français inconnu (Model)
3. titre français inconnu (So Did the Fat Lady)
4. titre français inconnu (Elevator : Part 1)
5. titre français inconnu (Elevator : Part 2)
6. titre français inconnu (Elevator : Part 3)
7. titre français inconnu (Elevator : Part 4)
8. titre français inconnu (Elevator : Part 5)
9. titre français inconnu (Elevator : Part 6)
10. titre français inconnu (Pamela : Part 1)
11. titre français inconnu (In the Woods : Part 1)
12. titre français inconnu (In the Woods : Part 2)
13. titre français inconnu (Pamela : Part 2)
14. titre français inconnu (Pamela : Part 3)

### Cinquième saison (2015)
Le 21 juillet 2014, la série a été renouvelée pour une cinquième saison de huit épisodes, diffusée depuis le 9 avril 2015 sur FX.
1. titre français inconnu (Pot Luck)
2. titre français inconnu (À La Carte)
3. titre français inconnu (Cop Story)
4. titre français inconnu (Bobby's House)
5. titre français inconnu (Untitled)
6. titre français inconnu (Sleepover)
7. titre français inconnu (The Road Part 1)
8. titre français inconnu (The Road Part 2)

## Accueil
Louie a reçu un accueil extrêmement positif. Les segments de stand-up ont été particulièrement appréciés par les commentateurs, ainsi que l'impression que la série est un film indépendant, avec des références au travail de Woody Allen. Des commentaires négatifs ont principalement visé le rythme particulièrement lent des blagues, qui nécessitent souvent de longues minutes de préparation comparé aux répliques rapides des sitcoms traditionnelles,.
La réception critique de la série a connu une augmentation au cours des saisons. La première saison a reçu la note de 70 sur 100 sur Metacritic ; la saison 2 a reçu un score de 90 sur 100 et la troisième saison culmine à 94 / 100. La série obtient 95 % de critiques positives sur Rotten Tomatoes.

## Distinctions

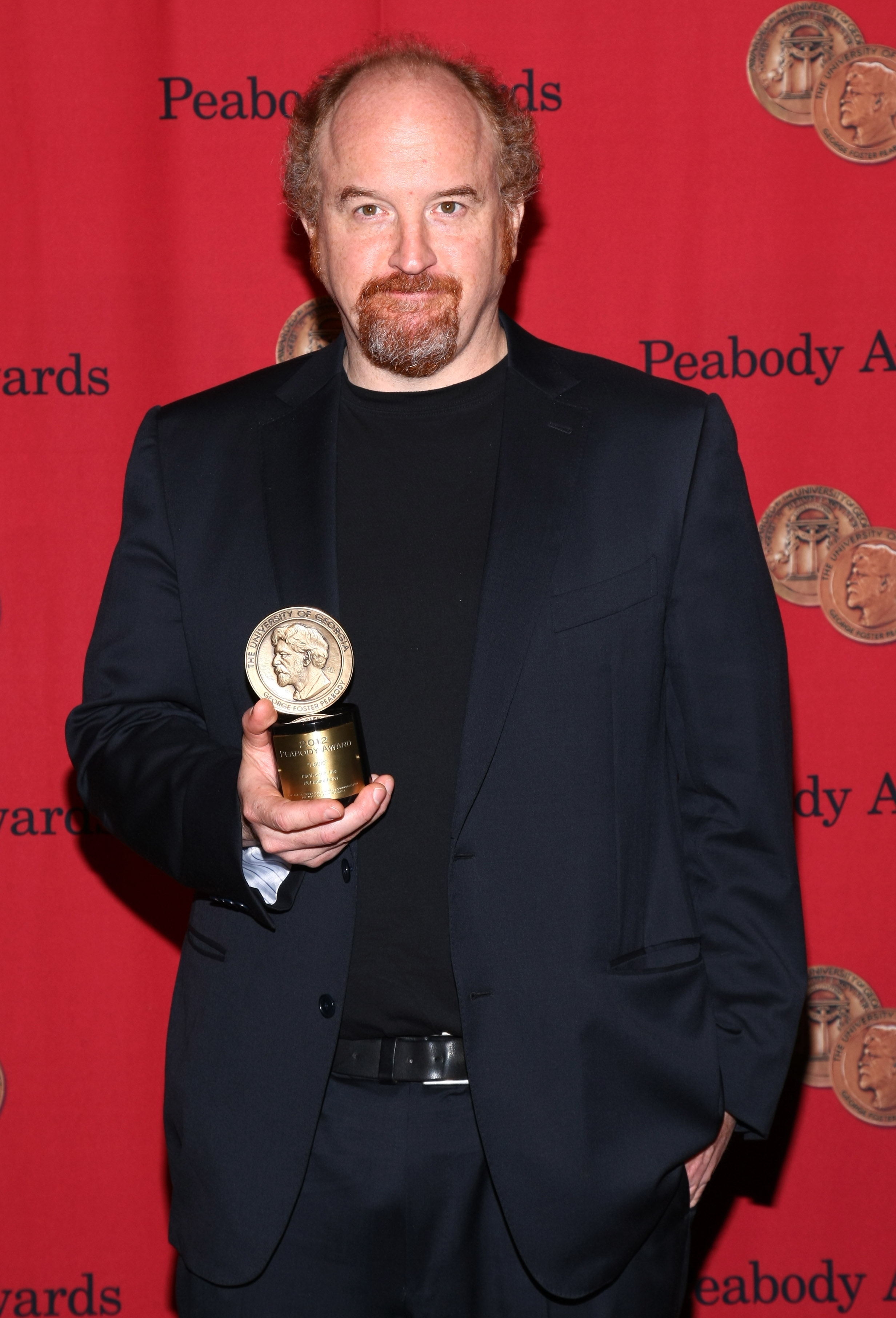
Louis C.K. à la des Peabody Awards, en 2013.

### Récompenses
- American Film Institute Awards 2011 : top 10 des meilleures séries de l'année (saison 2)
- Satellite Awards 2011 : meilleur acteur dans une série comique pour Louis C.K.
- Television Critics Association Awards 2012 :
  - Meilleure série comique
  - Meilleure performance individuelle dans une série comique pour Louis C.K.
- Primetime Emmy Awards 2012 : meilleur scénario pour une série comique pour Louis C.K.
- American Film Institute Awards 2012 : Top 10 des meilleures séries de l'année (saison 3)
- Peabody Awards 2013
- Primetime Emmy Awards 2013 : meilleure actrice invitée dans une série comique pour Melissa Leo
- Television Critics Association Awards 2013 : meilleure performance individuelle dans une série comique pour Louis C.K.
- Writers Guild of America Awards 2013 : meilleur scénario pour une série comique pour Louis C.K. et Pamela Adlon
- Primetime Emmy Awards 2014 : meilleur scénario pour une série comique pour Louis C.K.
- Television Critics Association Awards 2014 : meilleure série comique
- Writers Guild of America Awards 2015 : meilleur épisode de série comique

### Nominations
- Primetime Emmy Awards 2011 :
  - Meilleur acteur dans une série comique pour Louis C.K.
  - Meilleur scénario pour une série comique pour Louis C.K.
- Satellite Awards 2011 : meilleure série télévisée comique
- Television Critics Association Awards 2011 :
  - Meilleure série comique
  - Meilleure performance individuelle dans une série comique pour Louis C.K.
- Primetime Emmy Awards 2012 :
  - Meilleur acteur dans une série comique pour Louis C.K.
  - Meilleure réalisation pour une série comique pour Louis C.K.
- Satellite Awards 2012 : meilleur acteur dans une série comique pour Louis C.K.
- Writers Guild of America Awards 2012 : meilleur scénario pour une série comique pour Louis C.K. et Pamela Adlon
- Golden Globes 2013 : meilleur acteur dans une série comique pour Louis C.K.
- Primetime Emmy Awards 2013 :
  - Meilleure série comique
  - Meilleur acteur dans une série comique pour Louis C.K.
  - Meilleure réalisation pour une série comique pour Louis C.K.
  - Meilleur scénario pour une série comique pour Louis C.K.
  - Meilleur montage pour une série comique pour Susan E. Morse
- Screen Actors Guild Awards 2013 : meilleur acteur dans une série comique pour Louis C.K.
- Television Critics Association Awards 2013 : meilleure série comique